# Башка-Вода
Ба́шка-Во́да — община в Хорватии в жупании Сплит-Далмация, популярный курорт.
Население — 2,924 человек (по переписи 2001 года), 95,5 % — хорваты. Башка-Вода расположена на Адриатическом побережье Далмации в 10 километрах на северо-восток от Макарски. Курортный посёлок в составе Макарской ривьеры
Первое упоминание Башка-Воды относится к 1688 году, когда на географической карте «Coranelli» была отмечена Баска (итал. Basca). Это была маленькая деревня, жители которой занимались сельским хозяйством и рыболовством.
Название «Башка-Вода» является мифологическим и связано с Бистоном, сыном Ареса, греческого бога войны, и Каллиопы, богины воды. В древности здесь находился военный форт, а также неподалёку большое количество родников. Археологические раскопки свидетельствуют о том, что поселение на этом месте существовало ещё во времена Римской империи. В захоронениях нашли с урны, лампы, драгоценности, монеты с профилем Александра Севера Аурелия и надгробные камни с именами 13 жителей Башка-Воды.

## Галерея

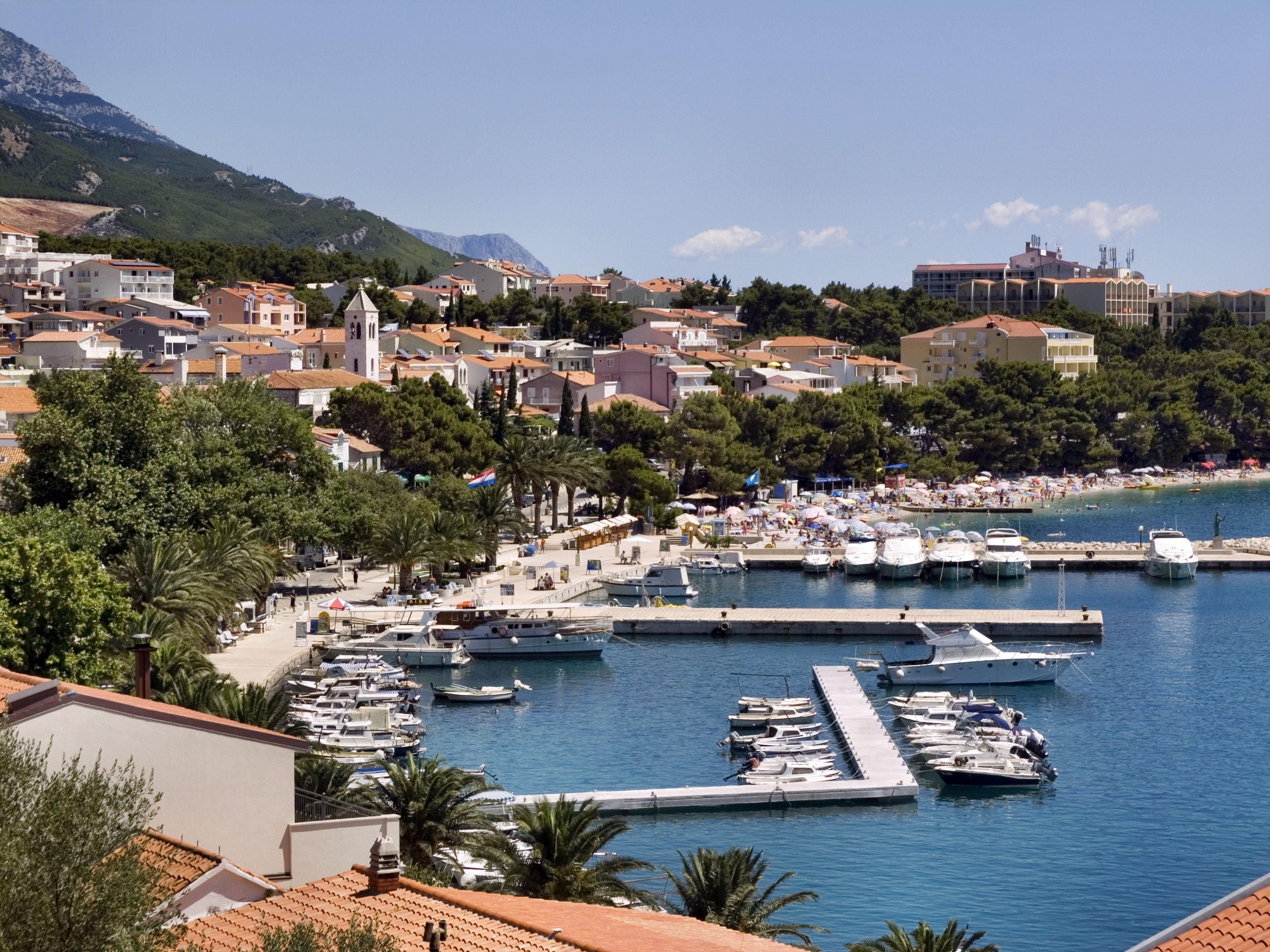
Вид с Градины на порт
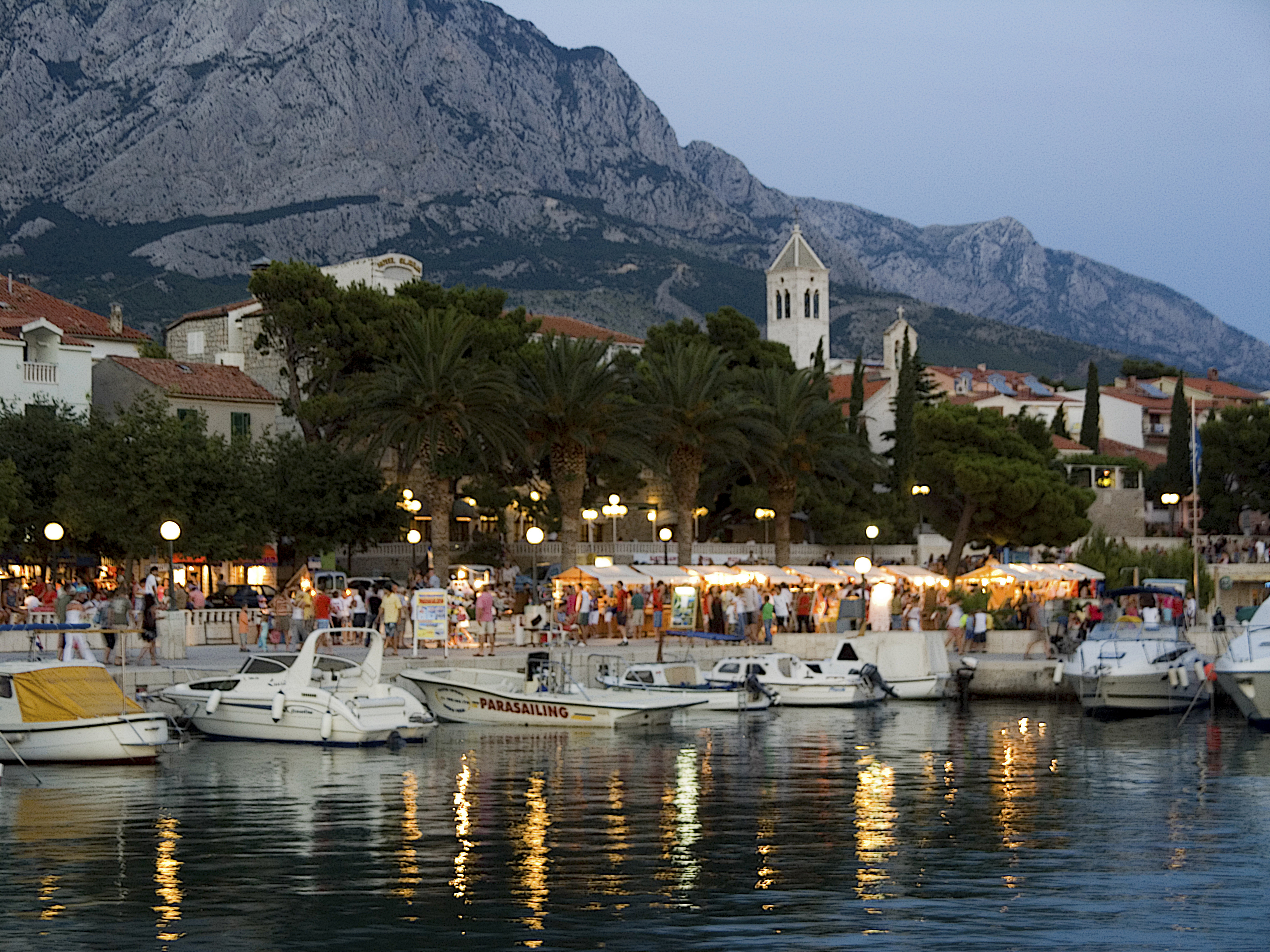
Набережная Башка Воды вечером
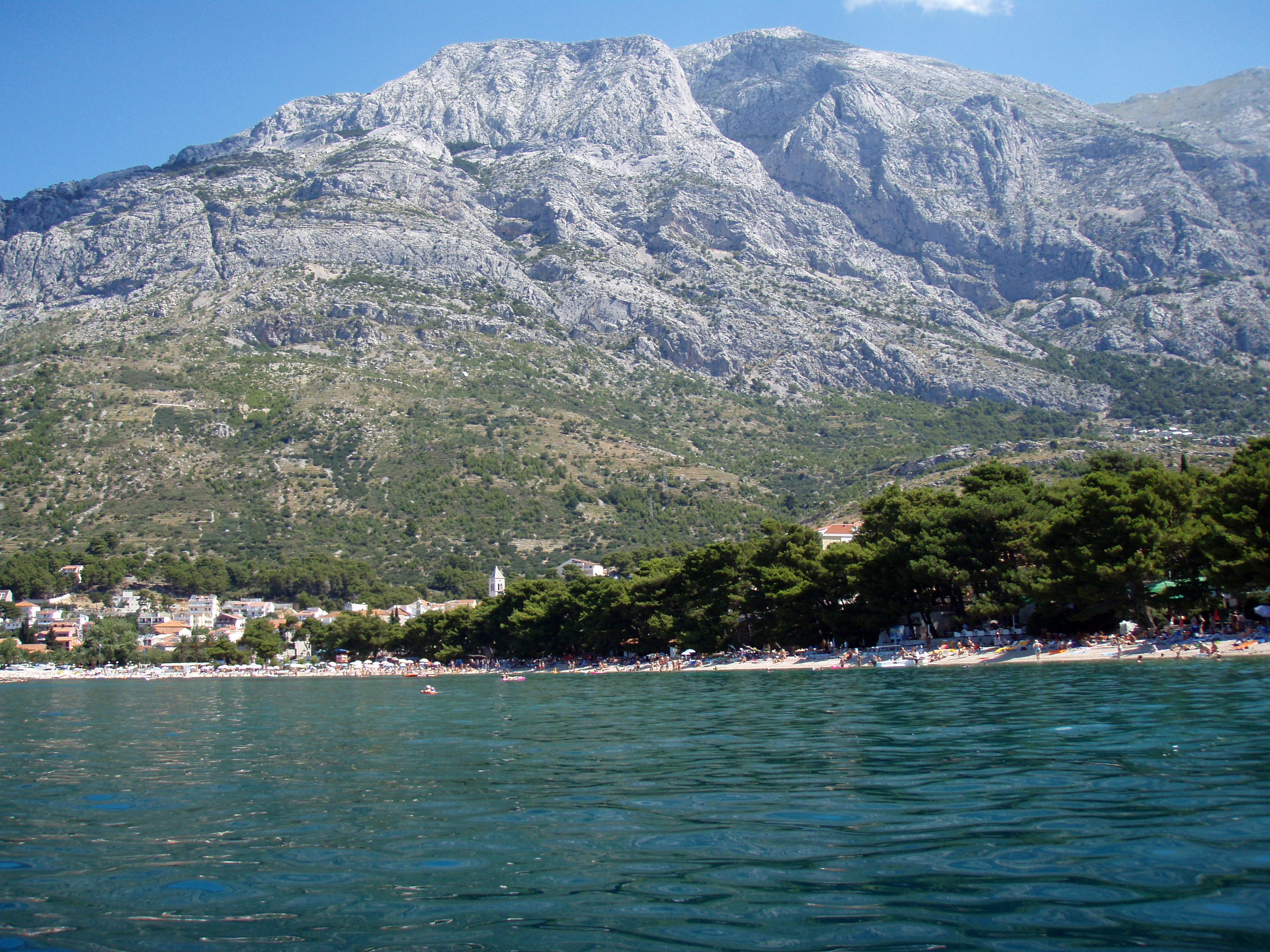
Горный хребет Биоково
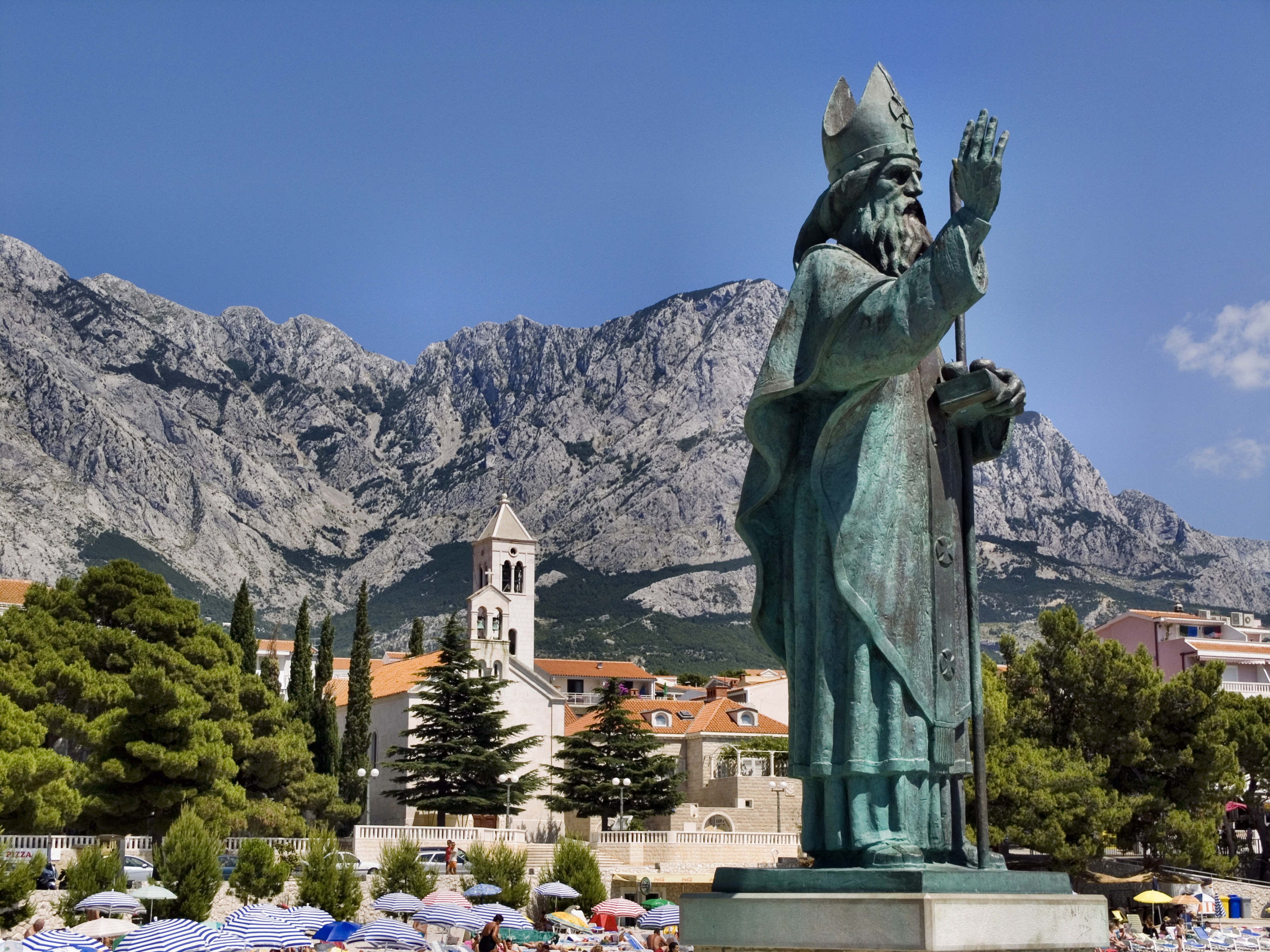
Церковь Святого Николая
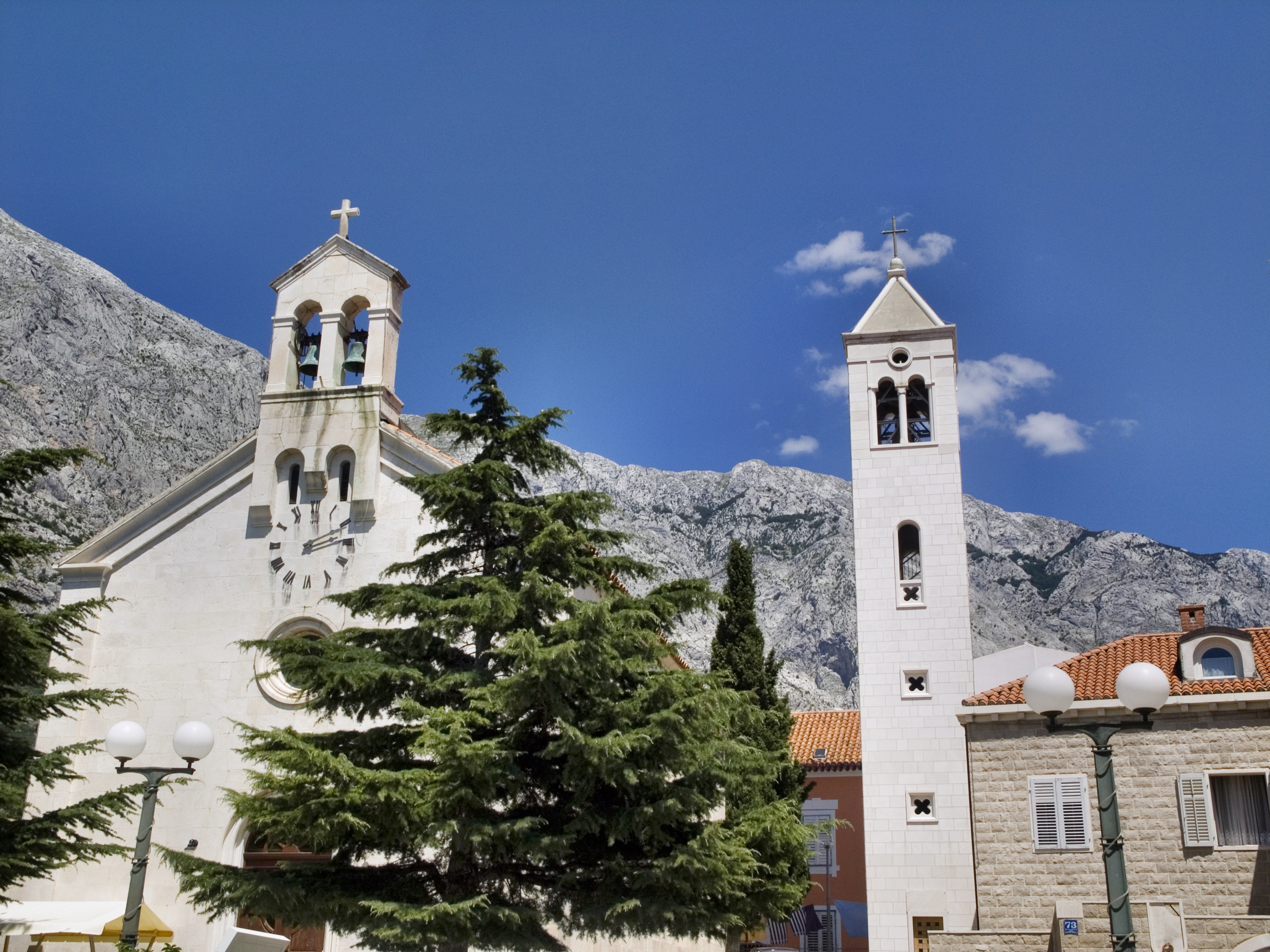
Церковь Святого Николая
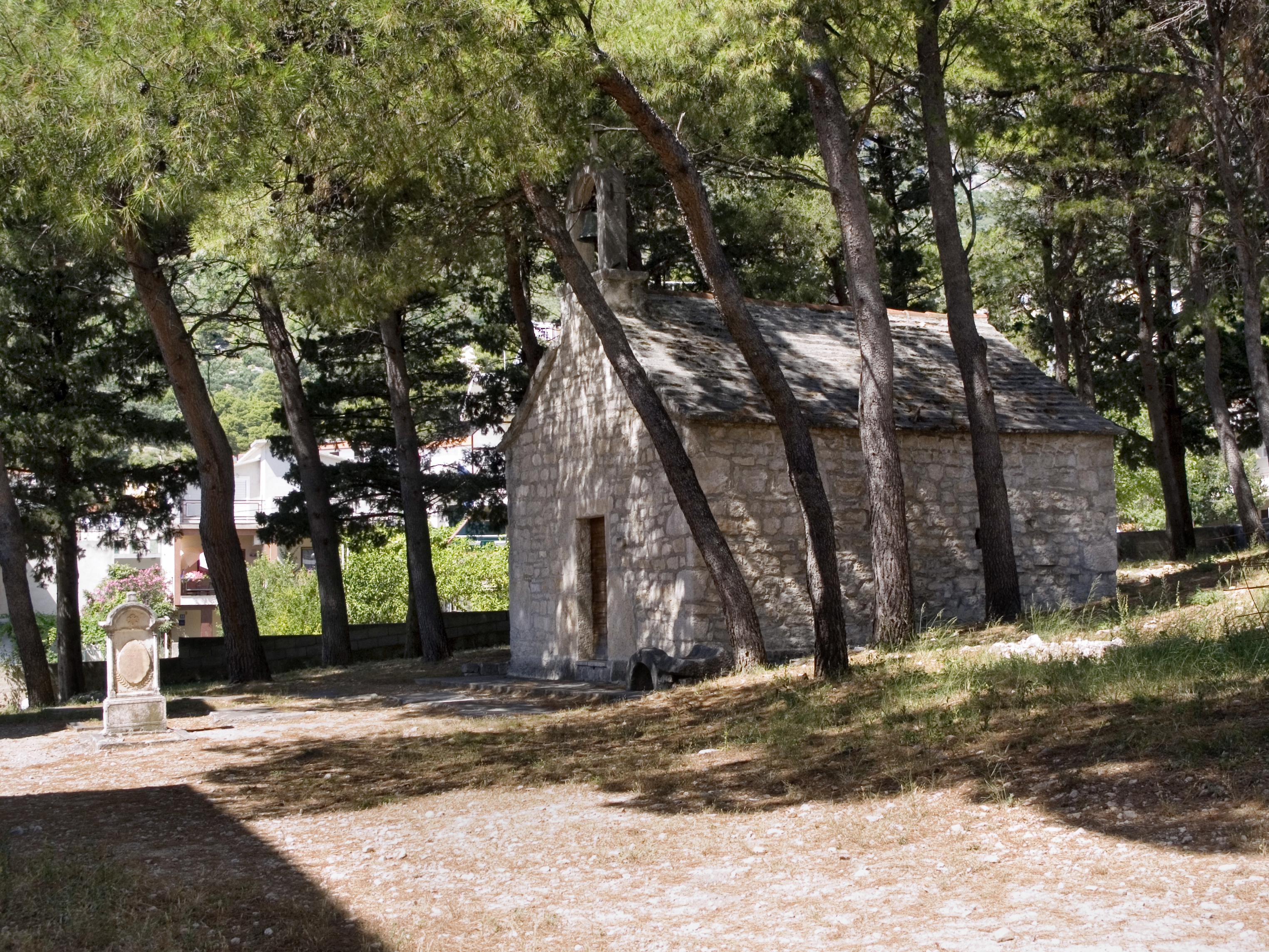
Церковь Святого Ловро
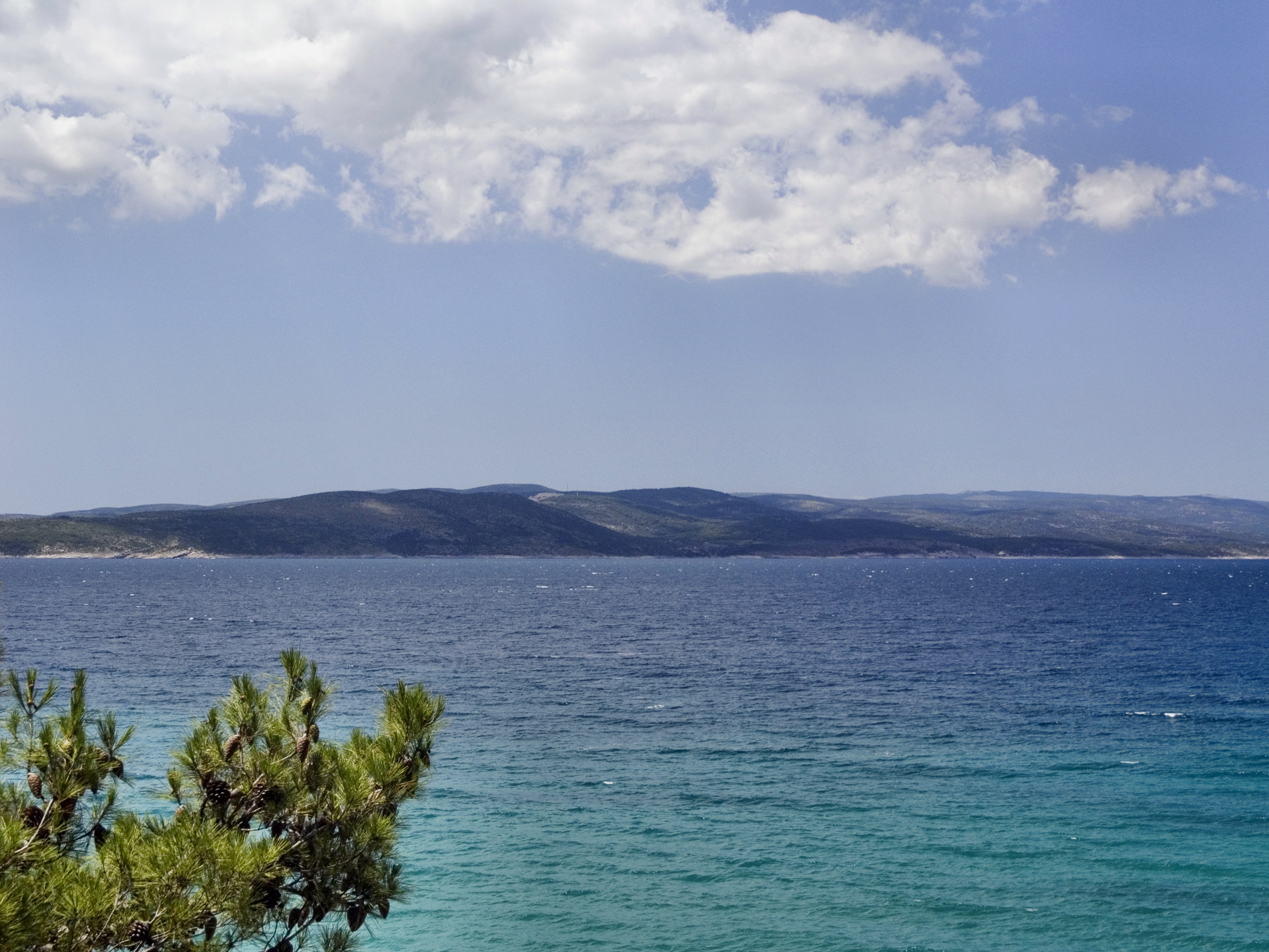
Вид на остров Брач из Башка Воды